# Fosa Romanche

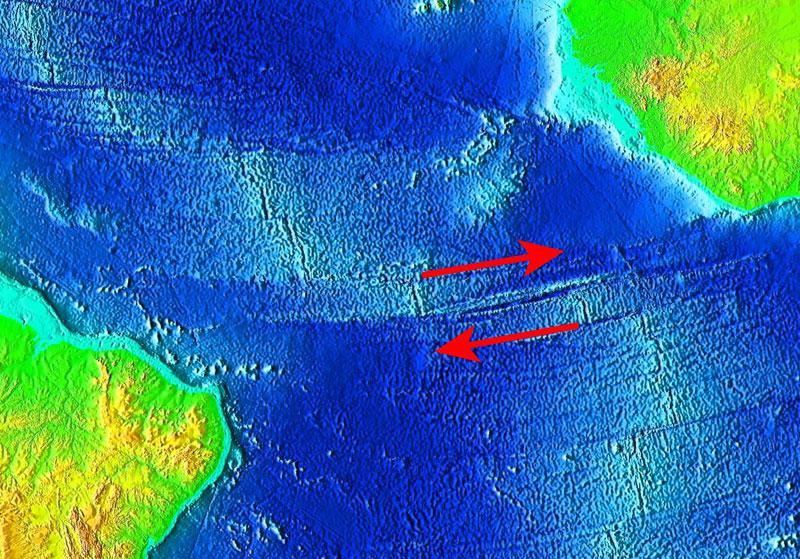
La fosa Romanche con flechas rojas que indican las direcciones de los movimientos de las placas tectónicas

La fosa [de la] Romanche (en inglés: Romanche Trench, también llamada surco Romanche (Romanche Furrow) o brecha Romanche (Romanche Gap), es  una fosa oceánica del océano Atlántico, la tercera más profunda de las principales después de las fosas de Puerto Rico y de Sandwich del Sur. Corta la dorsal mesoatlántica (Mid-Atlantic Ridge, MAR) justo al norte del ecuador en la parte más estrecha del Atlántico entre las costas de Brasil y de África occidental, y se extiende desde los  2°N a 2°S  y desde los 16°W a 20°W. La fosa se ha formado por las acciones de la zona de fractura Romanche (Romanche Fracture Zone), una parte de la cual es una falla transformante activa que compensa las secciones de la dorsal mesoatlántica.
Fue nombrada en reconocimiento del barco de la armada francesa La Romanche, comandado por el capitán Louis-Ferdinand Martial, que el 11 de octubre de 1883 hizo sondeos que revelaron la fosa. El barco regresaba a Francia después de unos meses de misión científica cerca del cabo de Hornos, actos parte del primer Año Polar Internacional.

## Oceanografía
La fosa tiene una profundidad de 7761 m, 300 km de largo y un ancho promedio de 19 km. Permite una gran circulación de agua de las cuencas oceánicas profundas, desde las cuencas del Atlántico occidental hasta el Atlántico oriental. El flujo de agua profunda a través de la fosa circula de oeste a este, con una tasa de 3.6 Sverdrups (millones de m³/s) de agua de 1,57 °C.
La masa de agua profunda del Atlántico Norte inferior (Lower North Atlantic Deep Water, LNADW) se encuentra a unos 3600−4000 m por debajo del nivel del mar y fluye desde los mares de Groenlandia y Noruega; aporta concentraciones altas de salinidad, oxígeno y freón hacia el ecuador. El agua del fondo antártico (Antarctic Bottom Water, AABW) fluye por debajo del LNADW y llega hasta el fondo marino. Formada alrededor de la Antártida, el AABW es fría, tiene baja salinidad y alta concentración de silicatos. A medida que fluye hacia el norte, está limitada por numerosos obstáculos en el fondo marino. En la cuenca en el lado este de la dorsal mesoatlántica, la cordillera Walvis bloquea el paso hacia el norte.
Para LNADW y AABW, las zonas de fractura Romanche y Chain (justo al sur del ecuador) son los únicos pasajes profundos en el MAR donde es posible el intercambio de agua entre cuencas. A medida que la AABW fluye a través de la zona de fractura Romanche, la salinidad y la temperatura aumentan significativamente.

## Geología
La zona de fractura Romanche compensa la dorsal mesoatlántica en 900 km, lo que la convierte en la zona de fractura ecuatorial más larga del Atlántico. De acuerdo con el escenario normal para la apertura del Atlántico Sur, se está extendiendo a una velocidad de 1,75 cm/año y comenzó a formarse aproximadamente 50 millones de años. Al norte y paralela a la zona de fractura hay una dorsal transversal que es particularmente prominente a lo largo de cientos de kilómetros al este y al oeste del MAB del Atlántico Sur. La parte occidental de la dorsal transversal consta de fragmentos elevados de corteza oceánica y de manto superior. La cumbre de la dorsal transversal está cubierta por calizas de aguas someras del Mioceno que alcanzaron el nivel del mar 20 millones de años antes de subsidir anormalmente rápido. La parte oriental de la dorsal transversal, sin embargo, consiste en una secuencia gruesa de material estratificado llamado secuencia sedimentaria Romanche (Romanche Sedimentary Sequence , RSS). La RSS incluye material pelágico del Cretácico temprano (140 millones de años) que, junto con el grosor de la secuencia, no se ajusta al escenario normal para la apertura del Atlántico Sur alrededor del Aptiano-Albiano (125–100 millones de años).
La dorsal transversal separa la fosa actual de un valle asísmico de 800 km de longitud donde se localizó la transformación Romanche hasta aproximadamente 10–8 millones de años. Esta migración de transformación fue precedida por un proceso de 8 millones de años durante el cual la plataforma de aguas someras del Mioceno mencionada anteriormente alcanzó el nivel del mar cuando la dorsal transversal se elevó por vez primera, luego se deformó y finalmente se enterró debajo del mar.

## Papel biológico
Las fuentes hidrotermales de la dorsal mesoatlántica soportan muchas formas de vida. Las zonas de fractura Romanche y Chain crean una enorme brecha en la dorsal y pueden actuar como un «Muro de Berlín submarino» que segrega a las comunidades del Atlántico Norte de las de otros océanos. Se han encontrado enjambres de camarones hidrotermales que recuerdan a los encontrados en los sitios de ventilación de la dorsal mesoatlántica septentrionales en la parte norte de la dorsal meridional. Se han reportado, alrededor de los respiraderos más al sur, comunidades de bivalvos. Estas especies esperan una descripción formal y no se sabe si representan o no comunidades distintas de las de la dorsal septentrional.
El flujo de NADW a través de las zonas de fractura Romanche y Chain puede servir como un conducto para el transporte de larvas desde el Atlántico norte occidental hasta el Atlántico sur oriental. Por ejemplo, el camarón caribeño  Alvinocaris muricola habita filtraciones frías tanto en el golfo de México como en el golfo de Guinea, lo que sugiere claramente un flujo de genes a través del Atlántico, pero la cantidad de datos es muy limitada y las vías de dispersión aún no se comprenden completamente.

### Bibliografís
- Bernoulli, D.; Gasperini, L.; Bonatti, E.; Stille, P. (2004). «Dolomite formation in pelagic limestone and diatomite, Romanche Fracture Zone, Equatorial Atlantic». Journal of Sedimentary Research 74 (6): 924-932. doi:10.1306/040404740924. Consultado el 7 de junio de 2015.
- Ferron, B.; Mercier, H.; Speer, K.; Gargett, A.; Polzin, K. (1998). «Mixing in the Romanche Fracture Zone». Journal of Physical Oceanography 28 (10): 1929-1945. doi:10.1175/1520-0485(1998)028<1929:MITRFZ>2.0.CO;2. Consultado el 7 de junio de 2015.
- Gasperini, L.; Bernoulli, D.; Bonatti, E.; Borsetti, A. M.; Ligi, M.; Negri, A.; Sartori, R.; von Salis, K. (2001). «Lower Cretaceous to Eocene sedimentary transverse ridge at the Romanche Fracture Zone and the opening of the equatorial Atlantic». Marine Geology 176 (1–4): 101-119. Bibcode:2001MGeol.176..101G. doi:10.1016/S0025-3227(01)00146-3. Consultado el 7 de junio de 2015.
- German, C. R.; Bennett, S. A.; Connelly, D. P.; Evans, A. J.; Murton, B. J.; Parson, L. M.; Prien, R. D.; Ramirez-Llodra, E.; Jakuba, M.; Shank, T. M.; Yoerger, D. R.; Baker, E. T.; Walker, S. L.; Nakamura, K. (2008). «Hydrothermal activity on the southern Mid-Atlantic Ridge: Tectonically- and volcanically-controlled venting at 4–5°S». Earth and Planetary Science Letters 273: 332-344. Bibcode:2008E&PSL.273..332G. doi:10.1016/j.epsl.2008.06.048. Consultado el 14 de junio de 2015.
- Ramirez-Llodra, E.; German, C. R. (2007). «Biodiversity and biogeography of hydrothermal vent species: thirty years of discovery and investigations». Oceanography 20 (1): 30-41. Consultado el 14 de junio de 2015.
- Schlitzer, R.; Roether, W.; Weidmann, U.; Kalt, P.; Loosli, H. H. (1985). «A meridional 14C and 39Ar section in northeast Atlantic deep water». Journal of Geophysical Research 90 (C10): 6945-6952. Bibcode:1985JGR....90.6945S. doi:10.1029/JC090iC04p06945. Consultado el 14 de junio de 2015.

- Datos: Q594978
- Multimedia: Romanche Trench / Q594978